# سحر ولدبيكي
سحر ولدبيكي (بالفارسية: سحر ولدبیگی) ( 22 يونيو 1978) ممثلة إيرانية.
اشتهرت عندما شاركت في بعض المسلسلات الشعبية لمهران موديري في التسعينات و في عقد 2000 مثل بافارشين و نوغتشين.زوجها الممثل الإيراني نيما فلاح.

## فيلموغرافيا مختارة

### مسلسلات تلفزيونية
- دورهامي
- أرماندو
- دار هاشى
- غور
- مصير انرافي
- أب بريا
- دارا و نادار
- قومشده
- ماهي عسل
- شار خون
- نوقشتين
- بافارشين
- دوختاران
- كن مسيح بحر
- سلام زنديجي[1]

### أفلام سينمائية
- بيع
- خليل سوسكي
- العمر ميتوني مانو بيغير
- العمر ميتوني مانو بيكوش
- غيلغيك
- ازدواج
- شيرين

## روابط خارجية
- سحر ولدبيكي على موقع IMDb (الإنجليزية)
- سحر ولدبيكي على موقع قاعدة بيانات الفيلم (الإنجليزية)